# Taiwan Mobile
Taiwan Mobile (台灣大哥大S)(TWSE:3046) è la più grande società di telecomunicazioni a Taiwan.